# Zekirija Ramadani
Zekirija Ramadani (in macedone Зекирија Рамадани?; Skopje, 21 gennaio 1978) è un allenatore di calcio ed ex calciatore macedone, di ruolo centrocampista, tecnico del Drita.

## Biografia
Zekirija Ramadani nasce in una famiglia albanese della Macedonia del Nord.

## Carriera

### Nazionale
Ha collezionato 7 presenze con la nazionale macedone.

## Palmarès

### Giocatore

#### Club

##### Competizioni nazionali
- Campionato macedone: 3

Sloga Jugomagnat: 1998-1999, 1999-2000, 2000-2001
- Coppa di Macedonia: 3

Sloga Jugomagnat: 1999-2000, 2003-2004
- Coppa d'Azerbaigian: 1

Qarabağ: 2008-2009

### Allenatore

#### Club

##### Competizioni nazionali
- Campionato kosovaro: 1

Drita: 2024-2025